# Mortefontaine (Aisne)
Pour les articles homonymes, voir Mortefontaine.
Ne pas confondre avec Mortefontaine (Oise).
Mortefontaine est une commune française située dans le département de l'Aisne, en région Hauts-de-France.

## Géographie

### Localisation

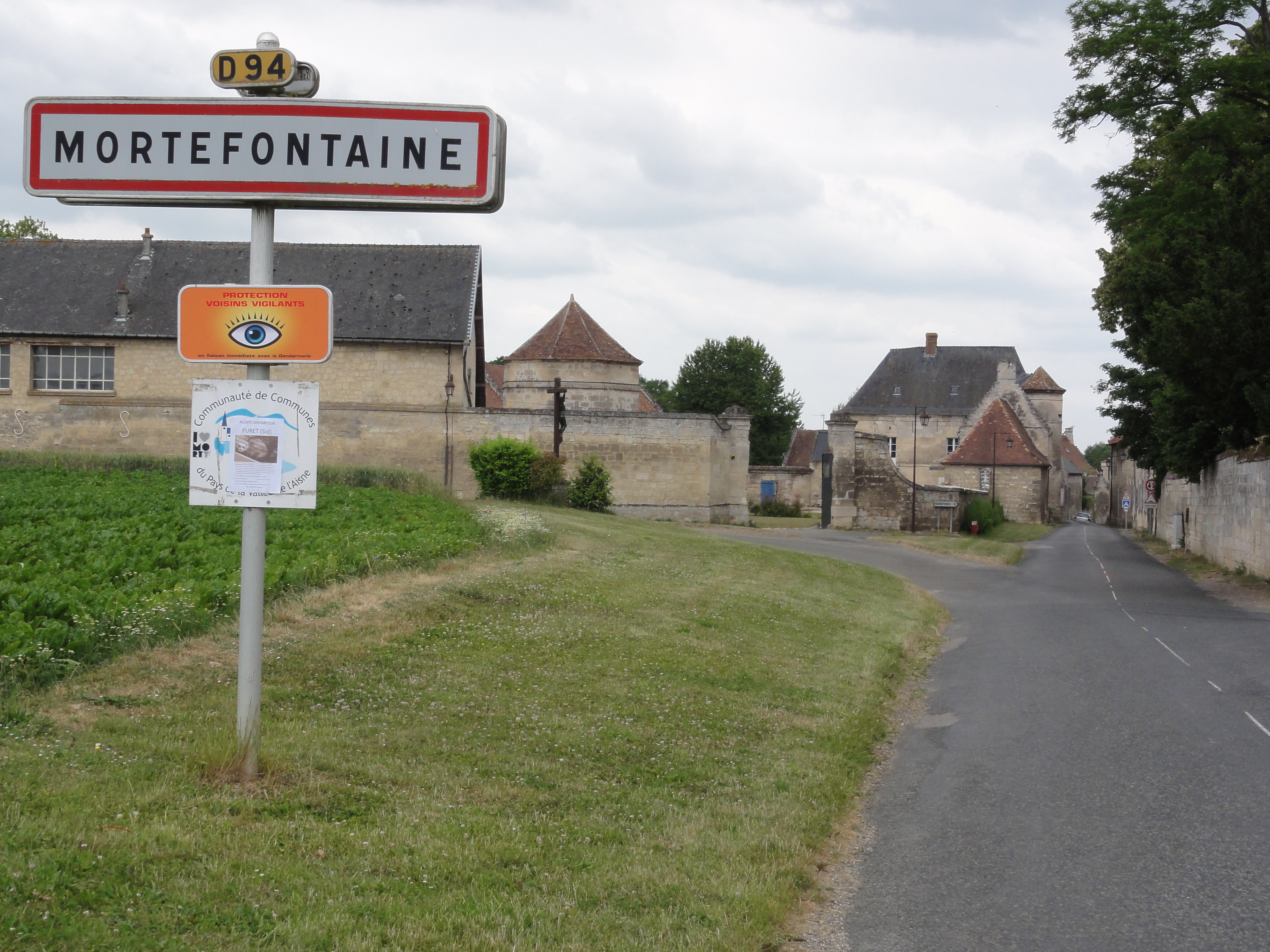
Entrée de Mortefontaine, le village.
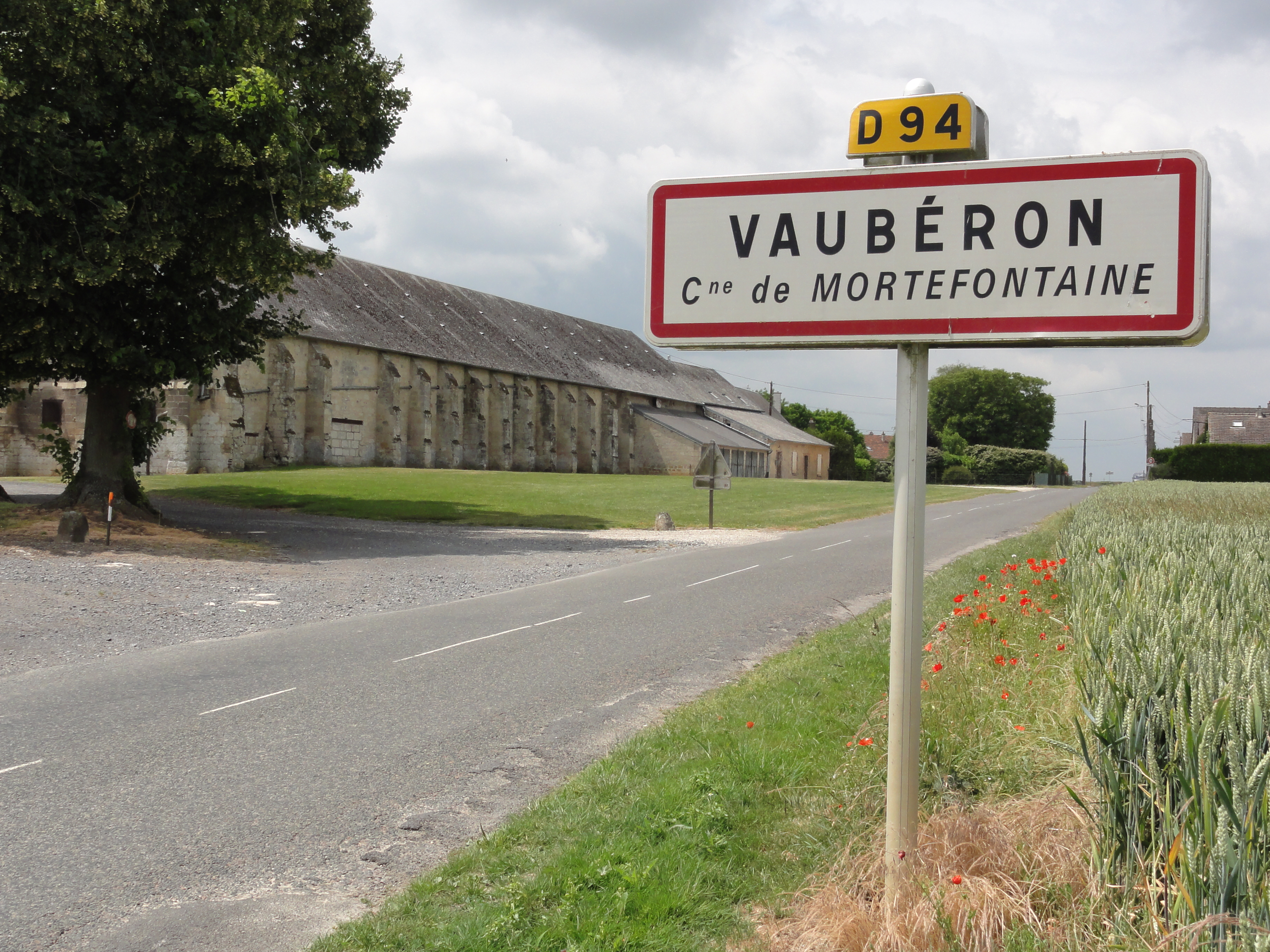
Entrée de Vauberon, hameau.
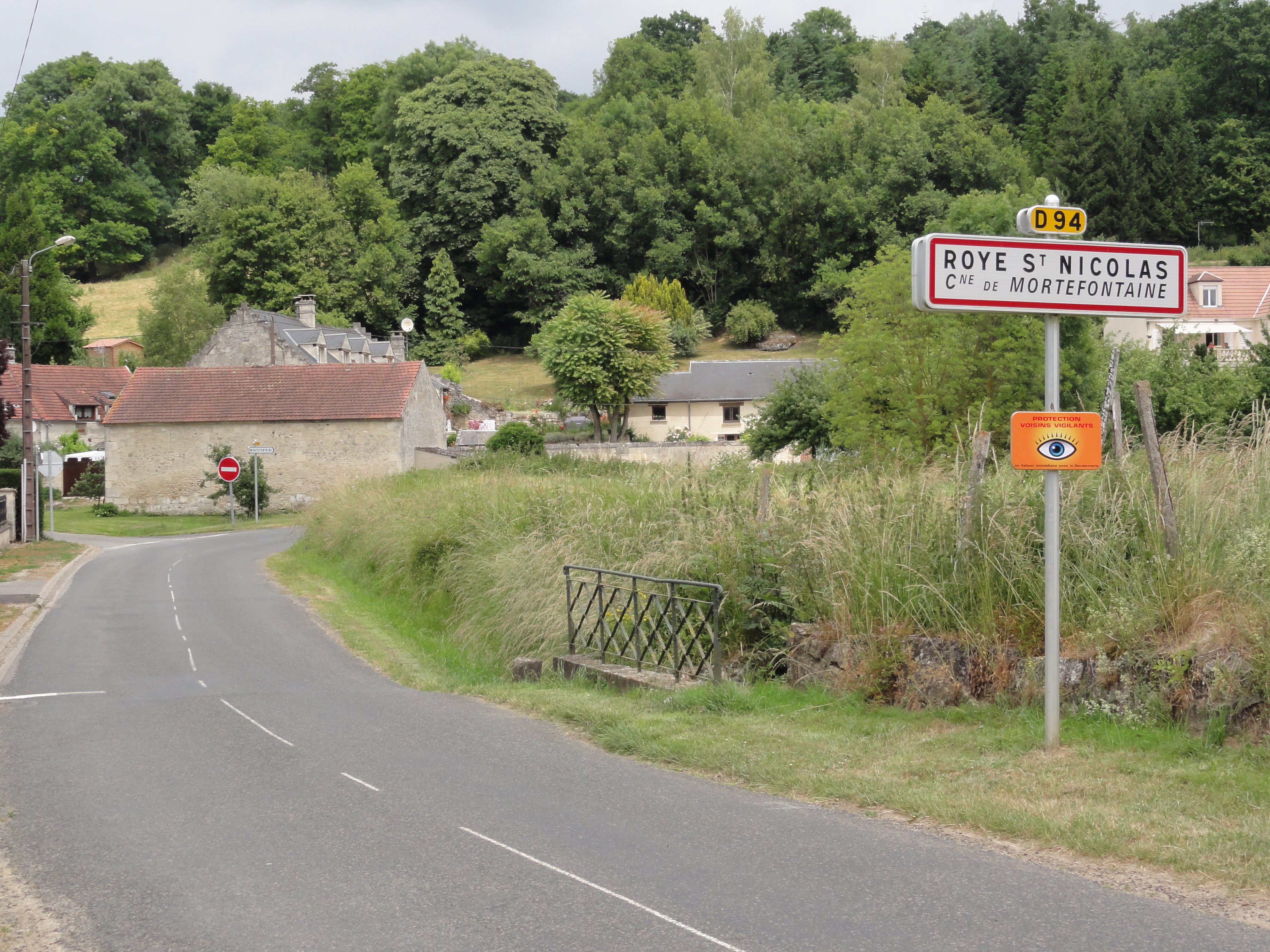
Entrée de Roye-Saint-Nicolas, hameau, et ruisseau Ru de Vandy.
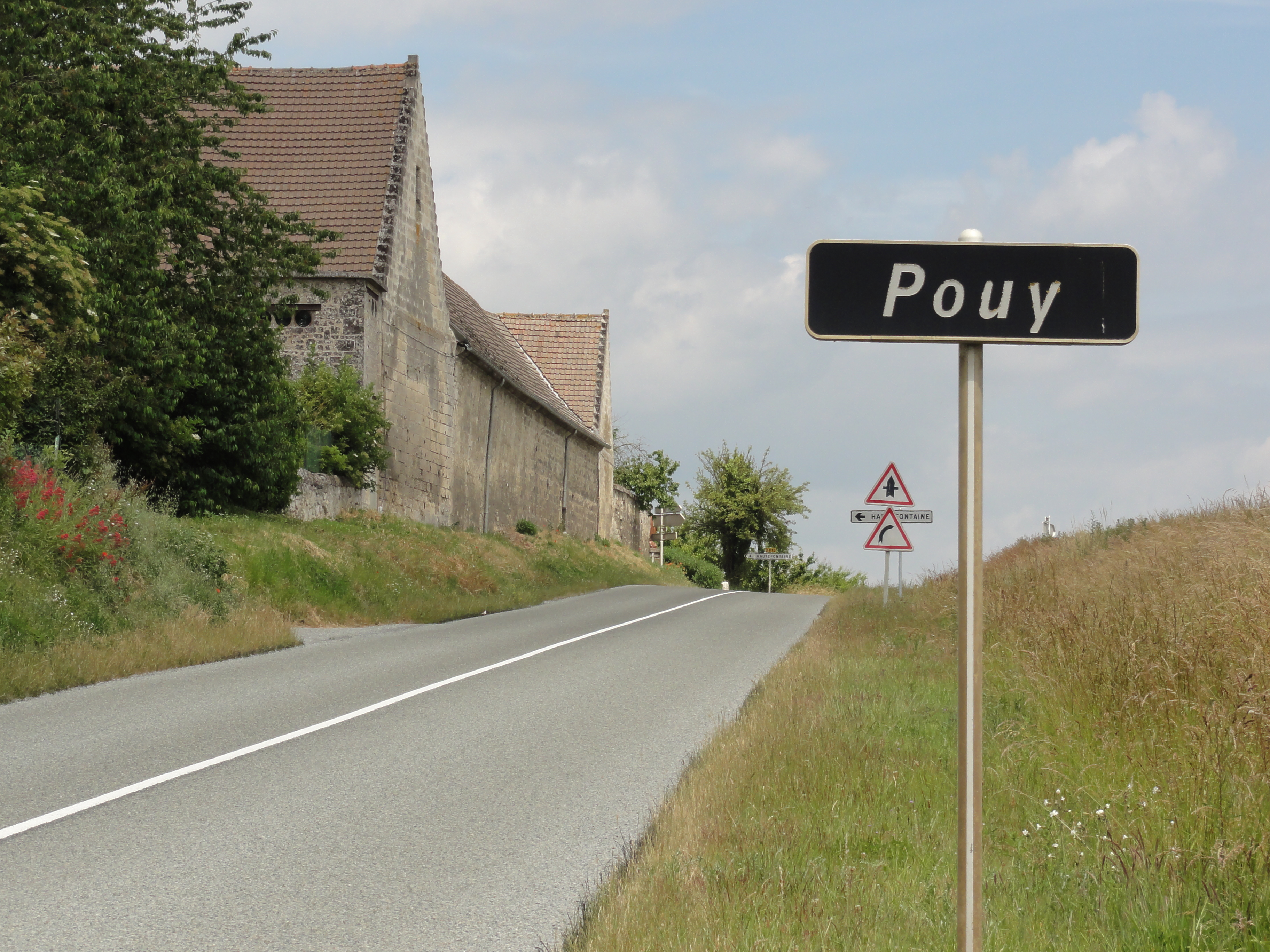
Entrée de Pouy, lieu-dit.
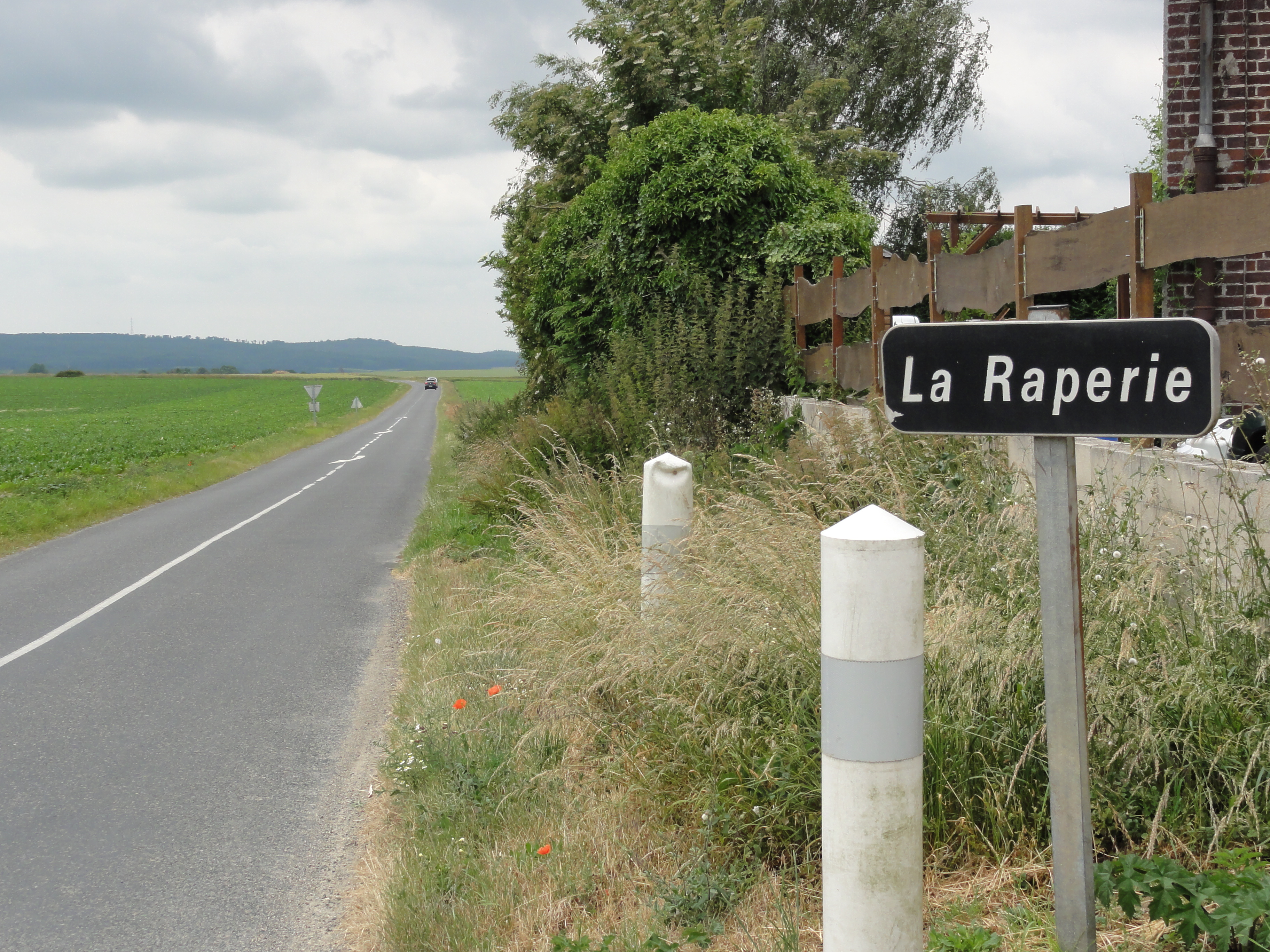
Entrée de la Raperie, lieu-dit.

### Hydrographie
La commune est située dans le bassin Seine-Normandie. Elle est drainée par le ru de Vandy, le Fond de Val David et le ruisseau de la Plaine,,.
Le ru de Vandy, d'une longueur de 16 km, prend sa source dans la commune de Vivières et se jette  dans l'Aisne à Cuise-la-Motte, après avoir traversé sept communes.

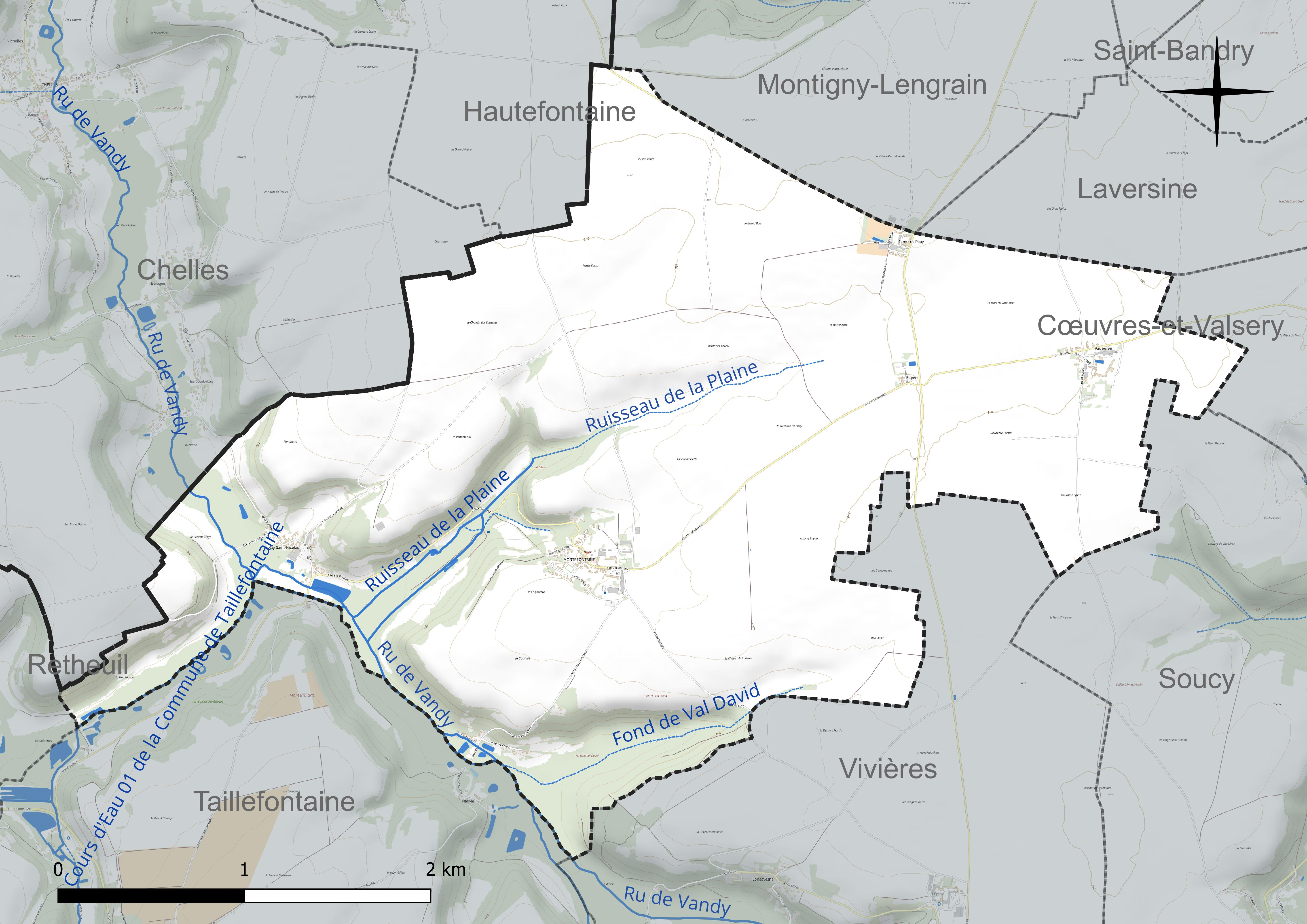
Réseau hydrographique de Mortefontaine.

Un plan d'eau complète le réseau hydrographique : le plan d'eau de la commune de Mortefontaine (1,4 ha),.

### Climat
Pour des articles plus généraux, voir Climat des Hauts-de-France et Climat de l'Aisne.
En 2010, le climat de la commune est de type climat océanique dégradé des plaines du Centre et du Nord, selon une étude du CNRS s'appuyant sur une série de données couvrant la période 1971-2000. En 2020, Météo-France publie une typologie des climats de la France métropolitaine dans laquelle la commune est exposée à un climat océanique altéré et est dans la région climatique Nord-est du bassin Parisien, caractérisée par un ensoleillement médiocre, une pluviométrie moyenne régulièrement répartie au cours de l'année et un hiver froid (3 °C).
Pour la période 1971-2000, la température annuelle moyenne est de 10,3 °C, avec une amplitude thermique annuelle de 15 °C. Le cumul annuel moyen de précipitations est de 745 mm, avec 11,6 jours de précipitations en janvier et 9 jours en juillet. Pour la période 1991-2020, la température moyenne annuelle observée sur la station météorologique la plus proche, située sur la commune de Margny-lès-Compiègne à 21 km à vol d'oiseau, est de 11,2 °C et le cumul annuel moyen de précipitations est de 633,5 mm,. Pour l'avenir, les paramètres climatiques de la commune estimés pour 2050 selon différents scénarios d'émission de gaz à effet de serre sont consultables sur un site dédié publié par Météo-France en novembre 2022.

## Urbanisme

### Typologie
Au 1er janvier 2024, Mortefontaine est catégorisée commune rurale à habitat dispersé, selon la nouvelle grille communale de densité à 7 niveaux définie par l'Insee en 2022.
Elle est située hors unité urbaine. Par ailleurs la commune fait partie de l'aire d'attraction de Paris, dont elle est une commune de la couronne,.

### Occupation des sols
L'occupation des sols de la commune, telle qu'elle ressort de la base de données européenne d'occupation biophysique des sols Corine Land Cover (CLC), est marquée par l'importance des territoires agricoles (84,4 % en 2018), une proportion identique à celle de 1990 (84,4 %). La répartition détaillée en 2018 est la suivante : 
terres arables (79 %), forêts (13,5 %), zones agricoles hétérogènes (4,2 %), zones urbanisées (2,1 %), prairies (1,2 %).
L'évolution de l'occupation des sols de la commune et de ses infrastructures peut être observée sur les différentes représentations cartographiques du territoire : la carte de Cassini (XVIIIe siècle), la carte d'état-major (1820-1866) et les cartes ou photos aériennes de l'IGN pour la période actuelle (1950 à aujourd'hui).

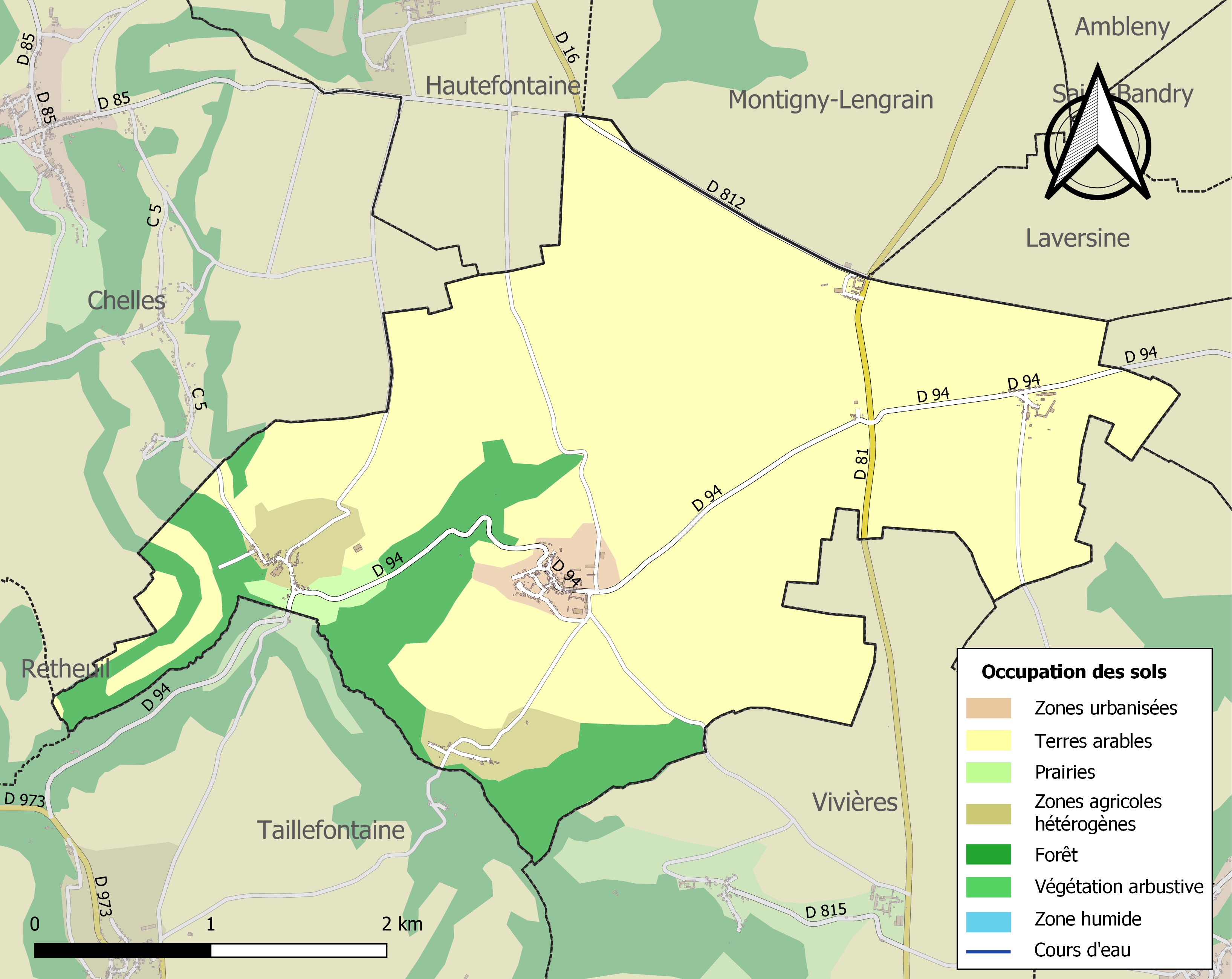
Carte de l'occupation des sols de la commune en 2018 (CLC).

## Toponymie
Le nom de la localité est attesté sous la forme Fons-Mortuum en 1148.
De l'adjectif féminin de la langue d'oïl, morte (« asséchée, tarie »)  et fontaine.

## Les Cisterciens, les Templiers et les Hospitaliers
Mortefontaine fut construite en partie au Moyen Âge par les Templiers qui passe aux Hospitaliers de l'ordre de Saint-Jean de Jérusalem lors de la dévolution des biens de l'ordre du Temple.
La ferme de Vauberon (Vallis Beronis) est évoqué par un texte en latin de 1150. Elle est déjà présentée comme dépendante de Mortefontaine et comme ayant été bâtie dans la première moitié du 12e siècle par les Cisterciens de Longpont, sur un terrain d'une contenance de 6 muids appartenant à l'abbaye de Saint-Denis et selon ce texte l'abbé Suger "abbé de cette maison, leur en accorda la propriété en 1150, pour une redevance annuelle d'un muid de froment médiocre et d'un muid d'avoine". Selon ce texte « Le sol sur lequel est bâtie la ferme de Vauberon, est constitué par une roche épaisse nommée calcaire grossier. On y voyait autrefois, dit-on, un puits profond qu'on a été obligé de combler, parce qu'il passait au fond un torrent impétueux qui emportait tout ce qu'on y descendait ».

## Politique et administration

### Découpage territorial
La commune de Mortefontaine est membre de la communauté de communes Retz-en-Valois, un établissement public de coopération intercommunale (EPCI) à fiscalité propre créé le 1er janvier 2017 dont le siège est à Villers-Cotterêts. Ce dernier est par ailleurs membre d'autres groupements intercommunaux.
Sur le plan administratif, elle est rattachée à l'arrondissement de Soissons, au département de l'Aisne et à la région Hauts-de-France. Sur le plan électoral, elle dépend du  canton de Vic-sur-Aisne pour l'élection des conseillers départementaux, depuis le redécoupage cantonal de 2014 entré en vigueur en 2015, et de la quatrième circonscription de l'Aisne  pour les élections législatives, depuis le dernier découpage électoral de 2010.

### Tendances politiques
L'électorat de Montefontaine penche à droite et à l'extrême-droite.
Au premier tour de l'élection présidentielle de 2017, Marine Le Pen s'y classe première avec 37,58 %, suivie de François Fillon avec 22,29 % et de Emmanuel Macron à 18,47 %. Au second tour, Marine Le Pen recueille 54,03 % contre 45,97 % pour Emmanuel Macron.
Lors des législatives de la même année, la liste FN menée par Jean Messiha domine également le second tour avec 52,87 % de voix, devant la liste de La République en marche !. Au premier tour des élections régionales, la liste FN est classée largement 1ère avec 45,54 %, mais la liste de Xavier Bertrand prend la tête du scrutin dans la commune à l'issue du second tour.
Les scores de la gauche y sont donc faibles (41,72 % pour Ségolène Royal au second tour de l'élection présidentielle de 2007 ; 45,16 % pour François Hollande au second tour de l'élection présidentielle de 2012 ; et lors du premier tour de l'élection présidentielle de 2002, Lionel Jospin n'y obtient que 5,74 %).

#### Liste des maires
| Période                                  | Période                   | Identité            | Étiquette | Qualité                                    |
| ---------------------------------------- | ------------------------- | ------------------- | --------- | ------------------------------------------ |
| Les données manquantes sont à compléter. |                           |                     |           |                                            |
| ?                                        | 2008                      | Jean-Michel Peiffer | DVD       |                                            |
| mars 2008                                | mars 2014                 | Gérald Blangeot     |           |                                            |
| mars 2014                                | En cours (au 25 mai 2020) | Benoît Davin        | SE        | Agriculteur Réélu pour le mandat 2020-2026 |

## Démographie
L'évolution du nombre d'habitants est connue à travers les recensements de la population effectués dans la commune depuis 1793. Pour les communes de moins de 10 000 habitants, une enquête de recensement portant sur toute la population est réalisée tous les cinq ans, les populations de référence des années intermédiaires étant quant à elles estimées par interpolation ou extrapolation. Pour la commune, le premier recensement exhaustif entrant dans le cadre du nouveau dispositif a été réalisé en 2008.

En 2022, la commune comptait 215 habitants, en évolution de −9,28 % par rapport à 2016 (Aisne : −1,97 %, France hors Mayotte : +2,11 %).
| 1793 | 1800 | 1806 | 1821 | 1831 | 1836 | 1841 | 1846 | 1851 |
| ---- | ---- | ---- | ---- | ---- | ---- | ---- | ---- | ---- |
| 208  | 225  | 216  | 210  | 216  | 224  | 247  | 237  | 258  |

| 1856 | 1861 | 1866 | 1872 | 1876 | 1881 | 1886 | 1891 | 1896 |
| ---- | ---- | ---- | ---- | ---- | ---- | ---- | ---- | ---- |
| 222  | 239  | 240  | 246  | 258  | 256  | 227  | 251  | 247  |

| 1901 | 1906 | 1911 | 1921 | 1926 | 1931 | 1936 | 1946 | 1954 |
| ---- | ---- | ---- | ---- | ---- | ---- | ---- | ---- | ---- |
| 244  | 250  | 322  | 350  | 308  | 411  | 420  | 376  | 372  |

| 1962 | 1968 | 1975 | 1982 | 1990 | 1999 | 2006 | 2008 | 2013 |
| ---- | ---- | ---- | ---- | ---- | ---- | ---- | ---- | ---- |
| 267  | 293  | 226  | 236  | 250  | 253  | 245  | 243  | 247  |

| 2018 | 2022 | - | - | - | - | - | - | - |
| ---- | ---- | - | - | - | - | - | - | - |
| 229  | 215  | - | - | - | - | - | - | - |

## Lieux et monuments
- Église Saint-Hilaire de Mortefontaine, monument historique.
- Le monument aux morts.
- Le village est principalement composé d'une rue entièrement fortifiée entourée par deux fermes fortifiées. Toujours dans la rue principale est située une maison ayant abrité un repaire de templiers (la rue s'appelle d'ailleurs rue des Templiers).
- Quelques fermes ont leur tour pigeonnier.
- Le festival de jazz Morty Jazz Festival y est organisé chaque été depuis 2004 (à l'origine dénommé Songe d'une nuit de jazz)[30].

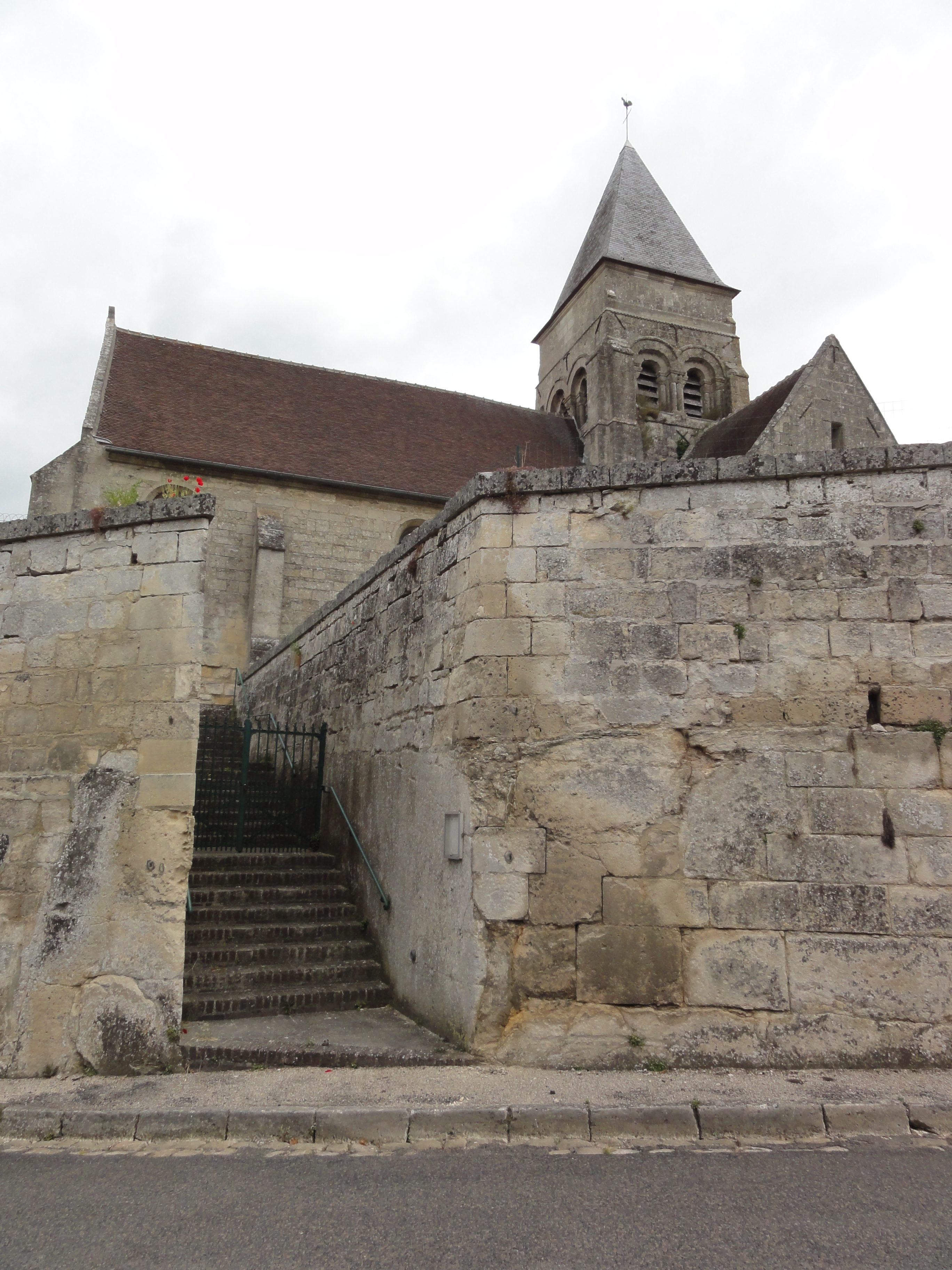
Église Saint-Hilaire.
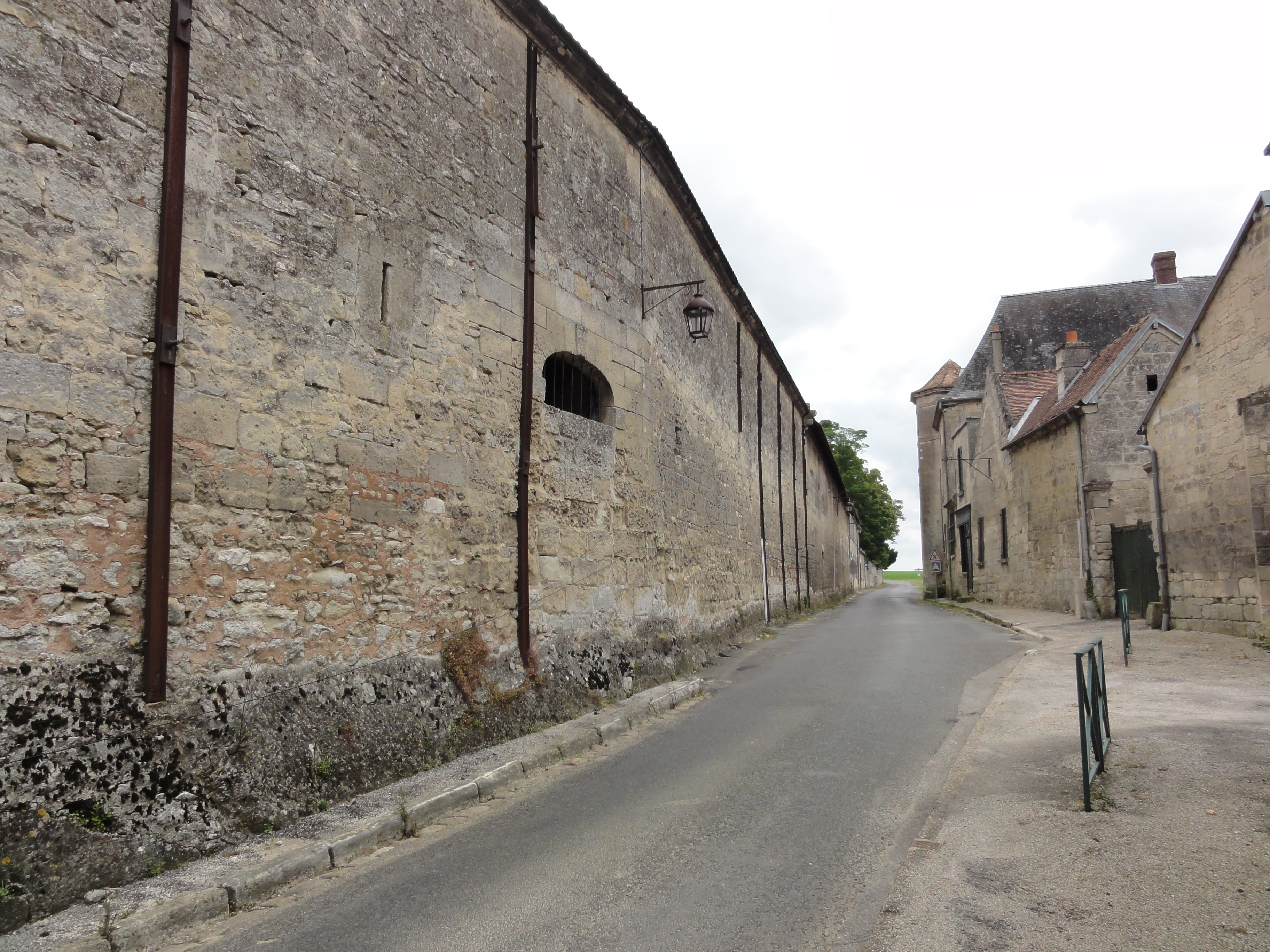
La rue des Templiers.
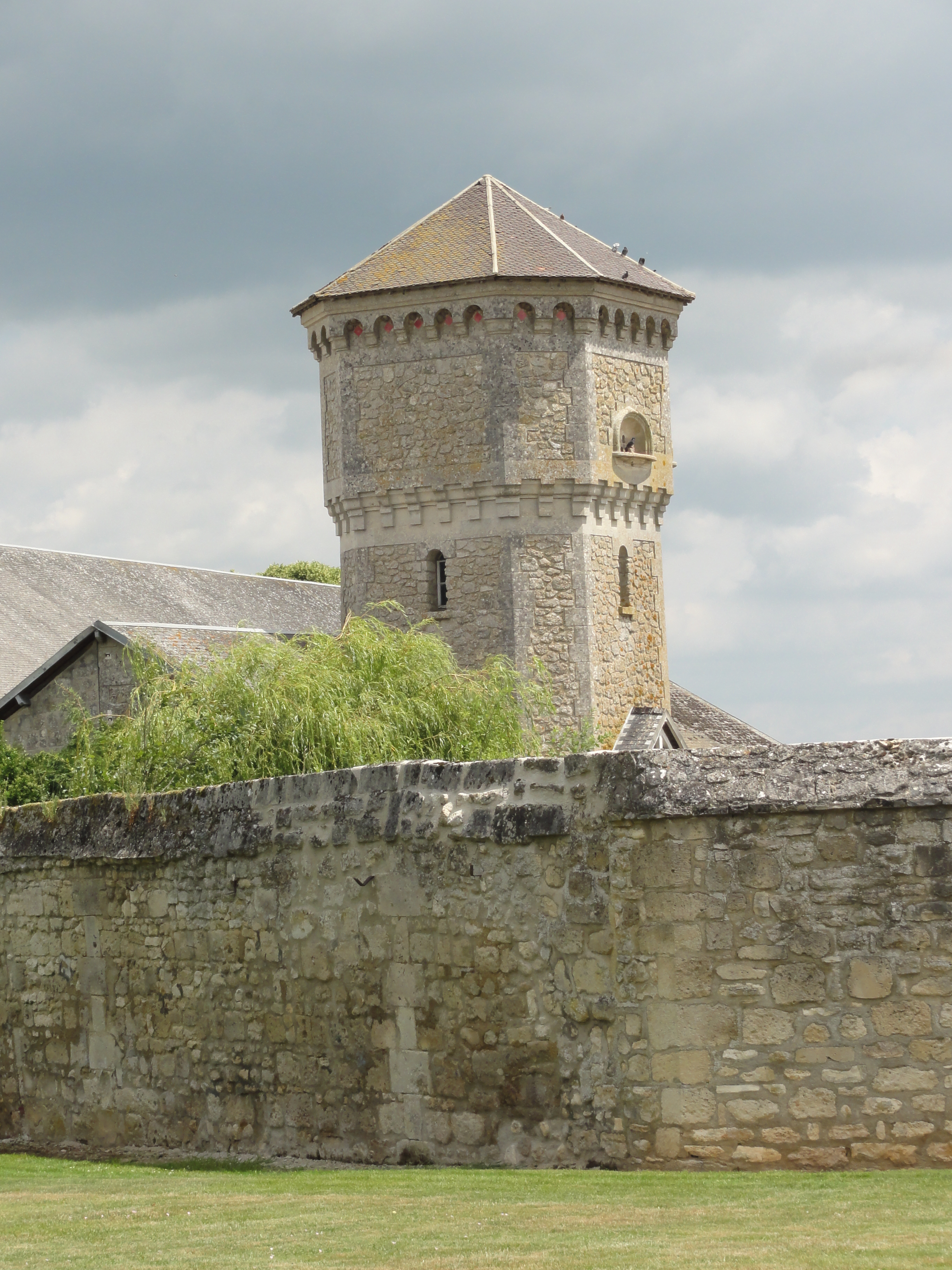
Tour pigeonnier à Vaubéron.

## Personnalités liées à la commune
- Gaston de Gironde, mort pour la France en septembre 1914, la rue de Gironde porte son nom.
- Régis Boursier et René Blandin, soldats morts pour la France pendant la guerre d'Algérie, la place Régis-Boursier et la rue René-Blandin portent leur nom.